# Vesti
Vesti (serbisch-kyrillisch Вести; deutsch „Nachrichten“) ist eine seit dem 15. Dezember 1992 bestehende Tageszeitung in serbischer Sprache, die von der Nidda Verlag GmbH in Bad Vilbel bei Frankfurt am Main verlegt wird. Sie ist nach eigenen Angaben „in Deutschland die meistgekaufte fremdsprachige Tageszeitung“. Die Zeitung erscheint sieben Mal in der Woche im Halbrheinischen Format.
Sie ist die größte Tageszeitung für die in Deutschland, der Schweiz, Österreich und ganz Westeuropa  sowie auch in Nordamerika und Australien lebenden Serben und wird in Frankfurt am Main, New York und Sydney in kyrillischer Schrift im Umfang von 32 bis 48 Seiten gedruckt; seit 1996 wird zusätzlich eine Ausgabe in Lateinschrift hergestellt. Ihre Auflage in Deutschland beträgt nach Verlagsangaben 52.000 Exemplare. Gründer der Zeitung und Besitzer des Nidda-Verlags ist der seit 1970 in Deutschland lebende Bauunternehmer Dušan Vidaković (* 14. März 1945 in Šekovići, Jugoslawien, heute Bosnien und Herzegowina).
Die Zeitung wird nur in der Diaspora vertrieben und ist deren Bedarf angepasst.
Der Verlag selbst bezeichnet sich als politisch unabhängiges Sprachrohr der Exilserben. Milorad Božić, Präsident des Südost-Forums in Zürich, sieht das laut NZZ anders: „Die Vesti-Redaktion reflektiert die Informationen nicht, die sie in ihrem Blatt wiedergibt. Die Redaktion mag zwar unabhängig sein, trotzdem richtet sich ihre Politik nach der jeweiligen serbischen Regierung.“ In einem Artikel in der Berliner Zeitung schrieb Sead Husic über die Vesti: „Während des Bosnienkrieges ergriff sie Partei für den radikalen serbischen Führer Radovan Karadžić.“